# Cirrus (группа)
Cirrus — электронный дуэт, который был образован в 1995 году в Лос-Анджелесе, Калифорния Аароном Картером и Стивеном Джеймсом Бэрри.
На живых выступлениях группа часто добавляет живые гитары и басы в дополнение к основному, электронному бэкграунду. Их сингл «Superstar DJ» принёс им широкую известность, и в 1997 они дебютируют на Moonshine Music.
В музыкальном плане их музыка представляет собой довольно мелодичный, ритмичный биг-бит/трип-хоп.

## Синглы
- «Superstar DJ» (1996) U.S. Dance/Club Play #26[2]
- «Break In» (1997) U.S. Dance/Club Play #30
- «Back on a Mission» (1998) U.S. Dance/Club Play #14, U.S. Dance Sales #17
- «Stop and Panic» (1999) U.S. Dance/Club Play #11, Canada #12
- «Boomerang» (2002) U.S. Dance/Club Play #10

## Альбомы
- Drop The Break (1997)
- Back On A Mission (1998)
- Lit Up (1999)
- Counterfeit (2002)

## Песни в видеоиграх
- «Captain Cocktail» в Test Drive 6.
- «Time’s Running Out» в Test Drive 6 и Twisted Metal 4.
- «Break The Madness» в Demolition Racer.
- «Stop & Panic» в Demolition Racer, Need for Speed: High Stakes и FIFA Football 2002.
- «Abba Zabba» в Demolition Racer.
- «Back on a Mission» в Need for Speed: Underground 2 и Apocalypse.